# Gisela Lladó Cánovas

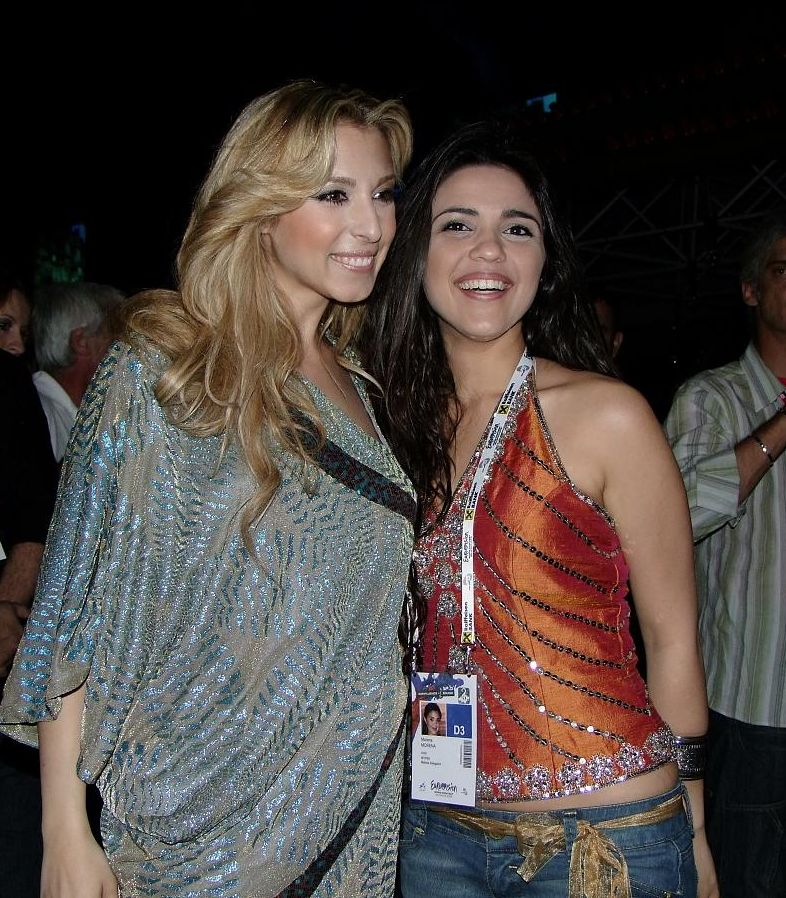
Gisela amb la cantant maltesa Morena el maig del 2008

Gisela Lladó Cánovas (El Bruc, 1 de gener de 1979) sovint coneguda simplement com a Gisela, és una cantant catalana. Va iniciar la seva carrera en el programa de TVE Operación Triunfo. Va guanyar dues gavines en el festival de Viña del Mar del 2003. Va representar Andorra en el Festival de la Cançó d'Eurovisió 2008 que es va celebrar a Belgrad (Sèrbia) els dies 20, 22 i 24 de maig de 2008, amb la cançó Casanova, composta per Jordi Cubino.

## Inici musical
Des de petita sent passió pels cavalls. Durant una temporada Gisela va fer de professora d'equitació i amb els diners que va guanyar es va comprar Tritón, el seu cavall. També des de petita li agradava la música i d'adolescent va cantar en un grup. Es va matricular a la Universitat Autònoma de Barcelona per a estudiar periodisme, estudis que va deixar durant el segon curs perquè va ser seleccionada per entrar en el concurs Operación Triunfo, que celebrava la seva primera edició. Combinava els seus estudis a la Universitat amb classes de claqué i cant mentre continuava cantant en el seu grup i realitzava anuncis publicitaris. El 2001 es va presentar als càstings d'Operación Triunfo i, després de superar diverses proves, la van triar per entrar a l'Acadèmia. Els seus companys a l'acadèmia van ser: Rosa López, David Bisbal, David Bustamante, Chenoa, Manu Tenorio, Verónica Romero, Nuria Fergó, Naím Thomas, Alejandro Parreño, Natalia, Juan Camus, Àlex Casademunt, Javián, Mireia i Geno Machado.
Gisela va ser nominada tres vegades. Dues va ser salvada pels professors i a l'última nominació a la gala 11 es va haver de sotmetre a la votació del públic i va resultar expulsada de l'acadèmia. No va aconseguir quedar entre els sis finalistes, va acabar en vuitena posició. Durant la seva estada a l'acadèmia va ser escollida per Disney, després d'un càsting, per a interpretar la Banda Sonora de Return to Never Land. Aquest fet va fer que els seus companys l'anomenessin manyagament «Campanilla». Gisela va tenir l'oportunitat d'acompanyar Rosa a representar Espanya en el Festival de la Cançó d'Eurovisió 2002, juntament amb quatre companys, fent els cors del tema Europe's living a celebration, cançó amb la qual Espanya va finir en setena posició.

## Carrera professional
Després d'abandonar l'acadèmia el gener de 2002, va preparar el seu primer disc, Parte de Mí. Aquell mateix estiu realitza una extensa gira juntament amb el seu company Alejandro Parreño per tot Espanya. Disney va tornar a comptar amb la seva col·laboració aquesta vegada per una nova versió del tema central de la pel·lícula La Bella y la Bestia. Després de la seva gira a l'estiu, és escollida per interpretar Wendy en el musical Peter Pan, que es va estrenar a Madrid a finals de 2002 i es va representar després a Barcelona. El musical va obtenir un gran èxit, però Gisela ho va haver de deixar perquè va ser escollida per representar Espanya en el Festival de Viña del Mar el 2003 interpretant la cançó Este amor es tuyo, composta per Chema Purón. En aquest festival Gisela i Chema van guanyar les dues Gaviotas de Plata que s'atorgaven a la competició, al millor tema i a la millor intèrpret, essent l'única artista fins al moment en emportar-se ambdós guardons.
Després del gran èxit a Xile es va tornar a reeditar el seu primer disc Parte de mí incloent-hi la cançó del festival. Durant l'estiu de 2003 va estar de gira amb els companys d'Operación Triunfo 1 i 2 a la Gira Generación OT. El 25 d'agost de 2003 va sortir a la venda el seu segon disc, Más Allá, que va ser gravat a Estocolm, Milà i Madrid. Aquest àlbum va suposar el seu debut com a lletrista. La cantant també interpreta el tema central de la telenovel·la brasilera Kubanacán, que tracta d'una versió del bolero No me platiques más, i fa una versió de l'himne del Futbol Club Barcelona que va ser escollida entre el públic com la millor de la temporada 2003-2004. Compagina els seus concerts amb alguns concerts Fantasia, en els quals interpreta cançons Disney juntament amb una orquestra simfònica. El 2004 és premiada a Benalmádena (Màlaga) amb el premi Estrella Costa del Sol 2004 a la seva trajectòria professional.
Durant 2005 i 2006 representa el paper de Clementina en el musical El Diluvio que viene, juntament amb Paco Morales i produït per José Luis Moreno. Després del musical comença a preparar el seu tercer disc, Ni te lo imaginas. Aquest mateix estiu de 2006 recorre Espanya en una extensa gira. A més interpreta el 2006 la banda sonora de Pérez, el ratoncito de tus sueños, pel·lícula animada produïda per Filmax. Gisela col·labora en el programa Misión Eurovisión (2007), juntament amb Massiel o Mikel Herzog, on ella interpreta el tema Tu voz se apagará i on va fer molt bona posada en escena durant la gala semifinal per a presentar els participants i el públic. L'objectiu era elegir el tema i grup per a representar Espanya en el Festival d'Eurovisió 2007.
Després d'acabar el seu Tour 2007, prepara el seu debut amb la companyia Dagoll Dagom, interpretant el paper de Ventafocs a l'espectacle Boscos endins (Into the woods, de Stephen Sondheim). L'espectacle s'estrena en el festival Temporada Alta de Girona el 23 de novembre de 2007. Un dia després s'estrena Enchanted, una nova producció de Disney que barreja personatges animats i reals i en la qual Gisela ha estat l'encarregada de posar la veu als temes interpretats per la protagonista per a la versió en castellà Encantada: La historia de Giselle.
El desembre de 2007 és elegida per a representar Andorra en el Festival d'Eurovisió 2008, amb la cançó Casanova. El maig de 2008 Gisela va actuar però no va ser seleccionada per a la final. La cançó va arribar al número 2 de vendes a Espanya, segons la llista elaborada per Promusicae. A partir de gener de 2008 arriba amb l'espectacle Boscos Endins al Teatre Victòria de Barcelonaque guanya un premi Butaca com a millor musical de 2008 i una nominació als Premis MAX de les Arts Escèniques com a millor producció musical. Després d'actuar a Belgrad va tenir una gira de concerts per tot Espanya, compaginant-ho amb els assaigs del seu quart musical de nova creació amb la companyia Dagoll Dagom, Aloma, ambientada en la dècada de 1930. Gisela dona vida al personatge Coral, com a prostituta i dolenta de l'obra, un nou registre interpretatiu i repte per a ella. Aquest musical es representà en el Teatre Nacional de Catalunya i després va concloure en una extensa gira per pobles de Catalunya i les Illes Balears fins al maig de 2009. El Nadal de 2008 s'estrena Pérez 2, el ratoncito de tus sueños, la segona part de la pel·lícula produïda per Filmax a la qual Gisela dona la seva veu un altre cop amb la cançó Sueños mágicos.
Amb motiu de la sortida del canal Disney Channel a la televisió digital terreste (TDT), es va organitzar un concert per al 19 de setembre de 2009 en el qual Gisela hi va participar cantant la cançó Llama, grita, si me necesitas, de la sèrie Kim Possible. A l'octubre va sortir a la venda el DVD Disney Channel Live en concierto amb les actuacions i alguns extres del concert. Durant la temporada 2009 - 2010 va interpretar Sandy a Grease: el musical de tu vida, que es representà en el teatre Nuevo Alcalá de Madrid, i a continuació va fer una gira per Espanya. Al setembre de 2010 s'incorpora a 40: El Musical, interpretant Sara, el personatge femení protagonista, fins al maig de 2011. El Nadal de 2010 trau a la venda un disc de nadales amb la col·laboració dels seus companys de 40: El Musical als cors, de venda exclusiva als supermercats Lidl. El 2011 posa la veu a un personatge de la pel·lícula de terror Scream 4 i grava un capítol per a la sèrie de TV3 La sagrada família. El 15 de setembre surt el disc Pensando en ti, que conté una cançó composta per Luis Fonsi. De nou és de venda exclusiva als supermercats Lidl. A l'octubre s'incorpora a Érase una vez... el musical, una producció de Disney en la qual Gisela interpreta cançons dels clàssics de Disney.
El 2012 va participar en Esta noche no estoy para nadie, una premiada obra teatral juntament amb Kiti Mánver i Naím Thomas. Aquesta obra va ser guanyadora del premi BroadwayWorld a la millor obra de teatre en gira. Gisela va compaginar les funcions amb el seu altre musical El reino encantado, que va produir i que va comptar amb la presentadora Elsa Anka en el repartiment.
El 2013 va aparèixer a El retaule del flautista, una pel·lícula per a televisió produïda per TV3, en què va aparèixer al costat de Joan Pera. Aquest mateix any va interpretar el tema principal de la pel·lícula Serie B.
Temps després va aparèixer en un episodi de la sèrie Esposados de Telecinco. També va actuar en un esdeveniment de Walt Disney al teatre West End de Londres i va presentar el senzill dance Sugarwood, que presenta amb un videoclip ple de cares conegudes de la televisió espanyola.
A finals de 2013 va interpretar en castellà i català les cançons principals de la pel·lícula Frozen: El regne del gel de Walt Disney Pictures.
Des de 2014 protagonitza Gisela i el llibre màgic, el seu propi musical infantil que recorre la geografia espanyola després d'haver estat en escena a Nuevo Teatro Alcalá de Madrid i al teatre Borràs de Barcelona.
El 2015 va cantar el tema principal de Frozen Fever, curtmetratge d'animació de Walt Disney Pictures. Va produir, a més, Nues, una obra teatral protagonitzada per Pep Munné al teatre Borràs de Barcelona i va presentar dos nous àlbums sota la marca Wonderful Gis.
El 2016 va continuar protagonitzant el seu propi musical infantil, es va estrenar com a videobloguera a YouTube i va participar en OT: El Reencuentro a TVE (una sèrie de tres documentals que commemorava el quinzè aniversari del concurs que la va llançar a la fama). També va intervenir a Un viaje al gran musical, un espectacle produït per José Luis Moreno en el qual també van participar Paco Morales i Ángela Carrasco. A la tardor del mateix any va presentar el seu senzill Sigue el ritmo i va fitxar per Mtmad, la plataforma de continguts en línia de Mediaset España.
El 2017 va ser membre del jurat del programa Oh Happy Day de TV3, va fer diversos concerts i va continuar gravant vídeos per al seu vídeo bloc i per a la plataforma Mtmad. A finals d'any va col·laborar esporàdicament en dos espais de TVE i va participar en la gala especial de Nadal d'Operación Triunfo 2017. També va protagonitzar el musical Rouge: Fantastic Love al Teatre Apolo de Barcelona. Va estrenar també el tema principal de la banda sonora del curtmetratge Frozen: Una aventura d'Olaf de Walt Disney.
El 2018 va tornar com a actriu en la sèrie de ficció Looser (Flooxer, Atresmedia), produïda per Javier Ambrossi i Javier Calvo. Paral·lelament va oferir concerts i va representar des de la primavera La meva mascota i jo, programa de La 2 de TVE a Catalunya.
El 2019 va interpretar la cançó Amigos per a la banda sonora original de la pel·lícula La gran aventura de los Lunnis y el libro mágico (coproduïda per RTVE i Tandem Films) i distribuïda per Filmax. El film combina muppets, animació i imatge real. En acabar l'any va interpretar dos temes en l'èxit d'animació Frozen II, tant en la versió doblada en català com en la doblada en castellà, i va participar en la gala dels Premis Oscar de 2020 interpretan-t'hi Into the unknown junt a la resta de veus d'Elsa. En 2022 va interpretar en castellà les cançons de Disenchanted.

## Discografia
- 2002 - Parte de mí (+260.000 còpies venudes).
- 2002 - Peter Pan, el musical (50.000 còpies venudes)
- 2003 - Parte de mí (Edición Especial) (50.000 còpies venudes).
- 2003 - Más allá (+65.000 còpies venudes).
- 2004 - Barbie, la princesa i la costurera (420.000 còpies venudes)
- 2006 - Ni te lo imaginas (+40.000 còpies venudes).
- 2006 - Ni te lo imaginas (Edición Especial) (40.000 còpies venudes).
- 2008 - Casanova - single (+5.000 còpies venudes)
- 2010 - Vivir la Navidad (+20.000 còpies venudes)
- 2011 - Pensando en ti
- 2015 - Wonderful Gis: D'excursió amb la Gisela / Wonderful Gis: De excursión con Gisela (edició en castellà)